# Душкин, Иван Ефимович
Иван Ефимович Душкин (17 ноября 1914, Берёзовка, Саратовская губерния — 8 августа 1943, Дрегельский район, Ленинградская область) — гвардии старший лейтенант Рабоче-крестьянской Красной Армии, участник Великой Отечественной войны, Герой Советского Союза (1943).

## Биография
Иван Душкин родился 17 ноября 1914 года в селе Берёзовка в крестьянской семье. Окончил неполную среднюю школу и Батайскую авиационную школу пилотов Гражданского воздушного флота. Проживал в Душанбе, работал пилотом.
В 1941 году Душкин был призван на службу в Рабоче-крестьянскую Красную Армию. С первого дня Великой Отечественной войны — на её фронтах. Участвовал в авиационных налётах на Берлин, Кёнигсберг, Данциг, Варшаву, Будапешт, Тильзит, Инстербург. Летал на самолётах «ПС-84», «ПС-9», «СБ», «Р-5», «Ил-4». 21 июля 1942 года самолёт Душкина попал в грозовое облако и развалился на части. Душкину удалось выпрыгнуть с парашютом, затем встретил партизанский отряд, бойцы которого помогли ему добраться до советских войск. Весь его экипаж пропал без вести. В ночь с 9 на 10 сентября 1942 года самолёт Душкина вновь был подбит и был вынужден сесть на оккупированной территории, после чего вновь при помощи партизан вернулся к своим.
К августу 1943 года гвардии старший лейтенант Иван Душкин командовал звеном 10-го гвардейского авиаполка 3-й гвардейской авиадивизии 3-го гвардейского авиакорпуса АДД СССР. К тому времени он совершил 146 боевых вылетов на бомбардировку объектов вражеской военной промышленности. В ночь с 7 на 8 августа 1943 года самолёт Душкина был подбит над Мгой. Экипаж принял решение сесть в Калинине, однако, не дойдя до пункта назначения, у самолёта отказал мотор. Выпрыгнуть с парашютом из машины успел лишь радист экипажа, весь остальной экипаж погиб. Был похоронен в деревне Порог Дрегельского (ныне — Любытинского) района, позднее перезахоронен в братской могиле в посёлке Неболчи Любытинского района Новгородской области.

### Семья
Жена — Елизавета Степановна Колодина.

## Награды
Указом Президиума Верховного Совета СССР от 18 сентября 1943 года за «образцовое выполнение боевых заданий командования на фронте борьбы с немецкими захватчиками» гвардии старший лейтенант Иван Душкин посмертно был удостоен высокого звания Героя Советского Союза. Также был награждён двумя орденами Ленина, медалью «За оборону Сталинграда».

## Память
В посёлке Елань установлен обелиск. В честь Душкина названы школы в Берёзовке и Душанбе.

## Комментарии
1. ↑  В 1935—1963 годах в Вязовском (что соответствует источнику[1]), ныне — в Еланском районе Волгоградской области.